# Jowzjan (tỉnh)
Jowzjan (tiếng Ba Tư: ولایت جوزجان, tiếng Pashtun: جوزجان ولايت) là một trong 34 tỉnh thuộc miền bắc Afghanistan. Tỉnh có diện tích khoảng 46 km² (tương đương 120 dặm vuông) và được chia thành 11 huyện cùng hàng trăm ngôi làng nhỏ. Dân số của Jowzjan ước tính vào khoảng 512.100 người, gồm nhiều cộng đồng dân tộc khác nhau sinh sống, tạo nên một xã hội đa dạng về văn hóa và truyền thống. Về mặt địa lý, Jowzjan có vị trí chiến lược khi giáp với tỉnh Lebap của Turkmenistan và tỉnh Surxondaryo của Uzbekistan ở phía bắc, tỉnh Sare Pol ở phía nam, tỉnh Balkh ở phía đông và tỉnh Faryab ở phía tây. Tên của tỉnh đôi khi còn được viết theo các cách khác như "Jawzjan" hoặc "Jozjan" trong các tài liệu quốc tế.

## Lịch sử
Tên gọi của tỉnh Jowzjan bắt nguồn từ một vùng đất cổ và công quốc thời Trung Cổ mang tên Juzjan. Trong giai đoạn từ đầu thế kỷ 16 đến giữa thế kỷ 18, khu vực này nằm dưới quyền kiểm soát của triều đại Bukhara. Khoảng năm 1750, vùng đất này bị chinh phục bởi Ahmad Shah Durrani và sáp nhập vào Đế quốc Durrani – tiền thân của quốc gia Afghanistan hiện đại. Trong thế kỷ 19 và 20, Jowzjan chịu ảnh hưởng đáng kể từ các cuộc can thiệp quân sự của Anh trong ba cuộc chiến tranh Anh–Afghanistan.

### Lịch sử hiện đại
Năm 1997, sau hàng loạt biến động chính trị và thay đổi phe phái, Taliban buộc phải rút khỏi Jowzjan do xung đột với lãnh chúa người Uzbek là Abdul Malik Pahlawan. Tuy nhiên, đến năm 1998, khoảng 8.000 tay súng Taliban tiến quân từ tỉnh Faryab láng giềng và chiếm được Sheberghan – thủ phủ của tỉnh – vốn là căn cứ quyền lực của Abdul Rashid Dostum.

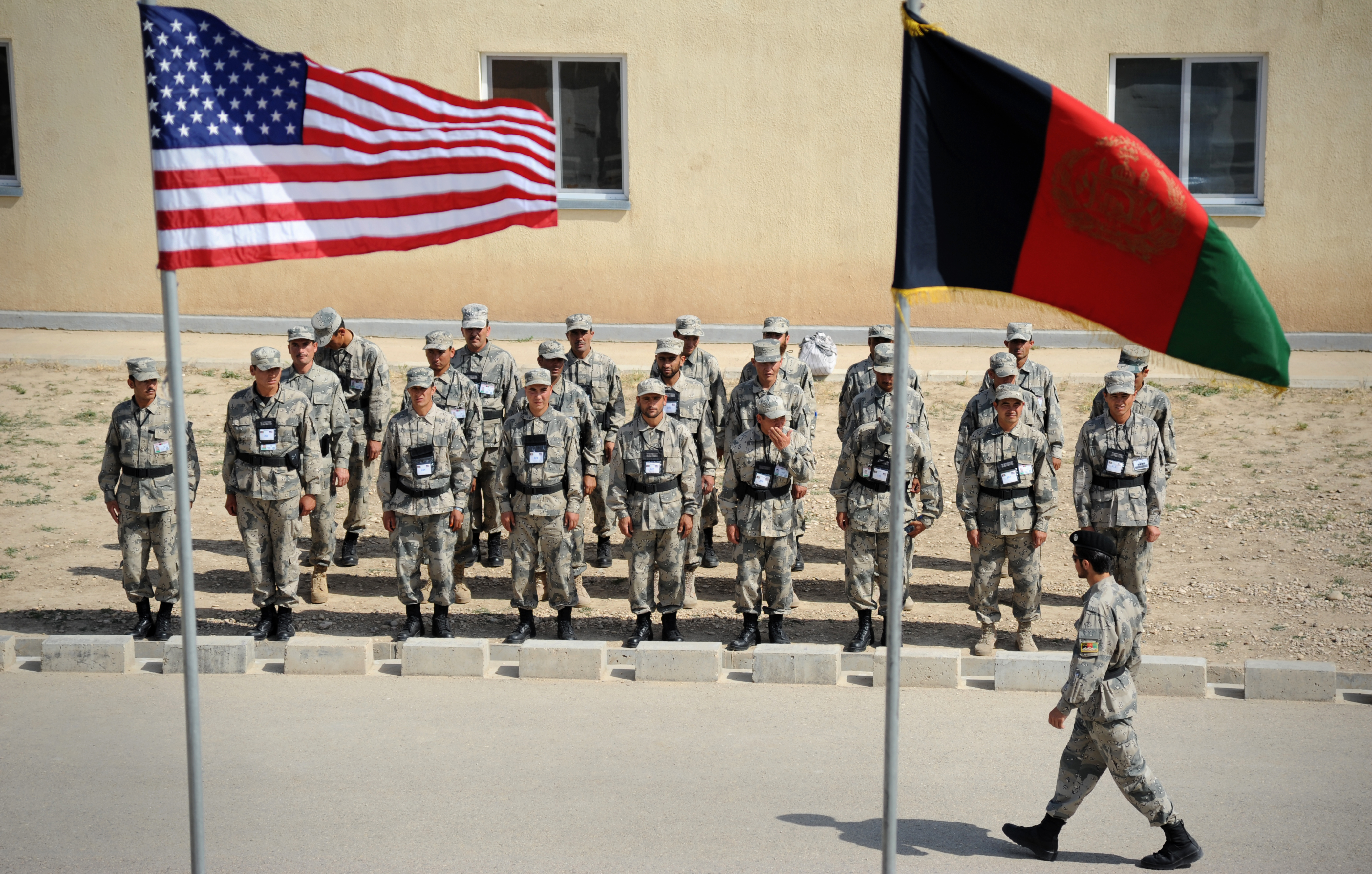
Cảnh sát biên giới Afghanistan được NATO đào tạo tại Sheberghan

Sau năm 2005, Nhóm Tái thiết Tỉnh (PRT) do Thụy Điển lãnh đạo và đặt trụ sở chính tại Mazar-e-Sharif bắt đầu hiện diện tại Jowzjan, cùng với ba tỉnh khác. Tuy nhiên, tình hình an ninh trong tỉnh ngày càng xấu đi, đặc biệt là trong các năm 2009–2010. Vào mùa hè năm 2010, một nhóm PRT khác do Thổ Nhĩ Kỳ bảo trợ được triển khai, có nhiệm vụ hỗ trợ an ninh tại Jowzjan và cả tỉnh Sar-e Pol. Cùng thời điểm đó, Lực lượng An ninh Quốc gia Afghanistan (ANSF) bắt đầu mở rộng quy mô và từng bước tiếp quản nhiệm vụ từ Lực lượng Hỗ trợ An ninh Quốc tế (ISAF). Biên giới giữa Afghanistan và Turkmenistan được bảo vệ bởi Cảnh sát Biên giới Afghanistan (ABP), trong khi lực lượng Cảnh sát Quốc gia Afghanistan (ANP), được NATO hỗ trợ, chịu trách nhiệm duy trì trật tự trong tỉnh.
Dù được xem là một trong những tỉnh có mức độ an toàn tương đối, Jowzjan vẫn ghi nhận sự gia tăng của các vụ tấn công – đặc biệt tại các huyện Darzab, Qush Tepa và Fayzabad. Tuyến đường cao tốc Mazar-e-Sharif – Sheberghan (còn gọi là Aqyol) từng là trục giao thông chính nhưng đã trở nên nguy hiểm do hoạt động của các nhóm nổi dậy nhằm vào chính quyền, nhân viên các tổ chức phi chính phủ và thường dân.
Vào tháng 4 năm 2012, Jowzjan khởi công dự án xây dựng một mạng lưới truyền tải điện quy mô lớn với công suất 500 MW, dẫn điện từ Turkmenistan. Đây là dự án trị giá 390 triệu USD, nhận được hỗ trợ từ chính phủ Turkmenistan và Thổ Nhĩ Kỳ. Trong đó, Turkmenistan đảm nhận việc lắp đặt hệ thống giá treo điện kéo dài 374 km từ nội địa nước này đến biên giới Afghanistan. Dự kiến hoàn thành trong vòng một năm, mạng lưới này sẽ cung cấp điện cho nhiều tỉnh gồm Jowzjan, Balkh, Sar-e Pol, Faryab và cả thủ đô Kabul.

## Chính trị
Tỉnh Jowzjan hiện do Thống đốc Murad Quenili lãnh đạo, người nhậm chức vào tháng 7 năm 2013 thay thế ông Mohammad Aleem Sayee. Trước khi đảm nhiệm vai trò thống đốc, ông Quenili từng là thượng nghị sĩ đại diện cho Jowzjan tại Quốc hội Afghanistan (Wolesi Jirga).
Công tác thực thi pháp luật trong toàn tỉnh được đảm nhiệm bởi lực lượng Cảnh sát Quốc gia Afghanistan (ANP), dưới sự chỉ đạo trực tiếp của Bộ Nội vụ tại thủ đô Kabul. ANP hoạt động phối hợp cùng các đơn vị thuộc Lực lượng An ninh Quốc gia Afghanistan (ANSF), trong đó có các lực lượng từng do NATO hỗ trợ và huấn luyện.

## Chăm sóc y tế
Về chăm sóc sức khỏe, tỷ lệ hộ gia đình có thể tiếp cận nguồn nước sạch tại Jowzjan đã có sự cải thiện đáng kể, tăng từ 24% vào năm 2005 lên 44% vào năm 2011. Ngoài ra, tỷ lệ trẻ em được sinh bởi nhân viên y tế có tay nghề cao cũng tăng từ 9% (2005) lên 21% (2011), cho thấy những tiến bộ nhất định trong dịch vụ y tế cơ bản.

## Giáo dục
Mặc dù có một số chuyển biến tích cực trong lĩnh vực giáo dục, tỉnh Jowzjan vẫn phải đối mặt với nhiều thách thức. Tỷ lệ biết chữ của người dân từ 6 tuổi trở lên giảm mạnh từ 31% năm 2005 xuống còn 16% vào năm 2011 – phản ánh những khó khăn trong việc duy trì và phát triển hệ thống giáo dục phổ cập. Tuy nhiên, tỷ lệ nhập học ròng đối với trẻ em trong độ tuổi từ 6 đến 13 tuổi lại ghi nhận sự gia tăng, từ 40% năm 2005 lên 46% vào năm 2011 – một tín hiệu tích cực cho nỗ lực cải thiện tiếp cận giáo dục cơ bản.

## Địa lý và nhân khẩu học

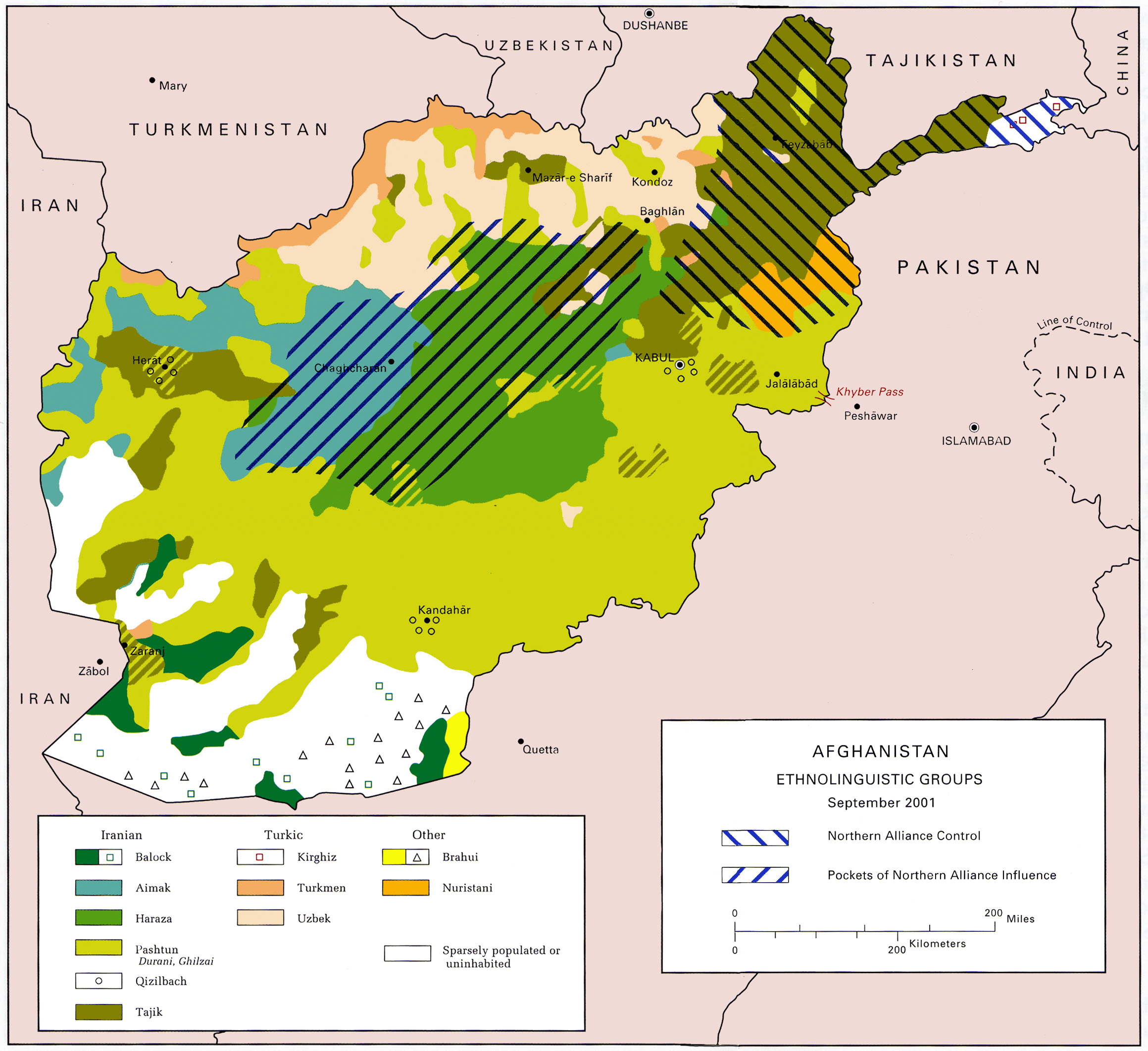
Các nhóm dân tộc học ở Afghanistan

Khu của Jozjan.

Tỉnh Jowzjan nằm ở vùng cực bắc của Afghanistan, tiếp giáp với Turkmenistan về phía bắc, tỉnh Balkh ở phía đông, tỉnh Sar-e Pol ở phía nam và tỉnh Faryab ở phía tây. Với tổng diện tích khoảng 10.326 km², Jowzjan là một trong những tỉnh có diện tích trung bình của Afghanistan. Địa hình của tỉnh tương đối đa dạng, trong đó khoảng 29,4% là khu vực đồi núi hoặc bán núi, còn lại 68,9% là đồng bằng và vùng đất bằng phẳng — điều kiện lý tưởng cho canh tác và định cư. Jowzjan nổi tiếng là một trong những khu vực giàu tài nguyên thiên nhiên, đặc biệt là dầu mỏ và khí đốt tự nhiên. Các hoạt động khai thác tài nguyên này, cùng với nông nghiệp, là hai ngành kinh tế chủ lực của tỉnh. Dưới lòng đất, nhiều mỏ khí và dầu vẫn đang được khai thác hoặc thăm dò, đóng góp không nhỏ vào nguồn thu năng lượng của cả nước. Bên cạnh đó, sản xuất nông nghiệp tại Jowzjan – bao gồm trồng lúa mì, lúa mạch, các loại đậu và chăn nuôi – cũng đóng vai trò thiết yếu đối với đời sống người dân địa phương.
Tính đến năm 2021, dân số ước tính của Jowzjan là khoảng 512.100 người. Cư dân của tỉnh có thành phần đa sắc tộc, chủ yếu gồm người Uzbek, Turkmen, Pashtun và Tajik, trong đó người Uzbek chiếm tỷ lệ đáng kể. Đa số người dân sống bằng nghề nông hoặc lao động thủ công, tập trung ở các khu vực đồng bằng gần các nguồn nước.
Tuy nhiên, do đặc điểm sắc tộc phức tạp và cạnh tranh về tài nguyên, xung đột sắc tộc từng xảy ra trong khu vực. Gần đây nhất là vào năm 2002, một số vụ việc căng thẳng đã được ghi nhận, cho thấy nhu cầu cần thiết về sự hòa giải dân tộc và quản lý công bằng tài nguyên. Dẫu vậy, phần lớn cộng đồng tại Jowzjan vẫn sống hòa thuận và gắn bó với truyền thống địa phương, đặc biệt là trong các dịp lễ hội, sinh hoạt cộng đồng và canh tác chung.

## Những nhân vật đáng chú ý
Tỉnh Jowzjan là quê hương của nhiều nhân vật nổi bật trong lịch sử và chính trị Afghanistan, cũng như trong giới học thuật và tôn giáo. Dưới đây là một số gương mặt tiêu biểu:
- Abu 'Ubayd al-Juzjani – Một học giả Hồi giáo nổi tiếng và là học trò thân cận của danh y kiêm triết gia Avicenna (Ibn Sina). Tên gọi “al-Juzjani” thể hiện nguồn gốc của ông từ vùng Jowzjan.
- Abdul Rashid Dostum – Một trong những nhân vật có ảnh hưởng lớn trong chính trường Afghanistan đương đại, từng giữ chức Phó Tổng thống. Ông sinh ra tại làng Hodja Dukhu thuộc tỉnh Jowzjan và là lãnh đạo của Đảng Phong trào Quốc gia Hồi giáo Afghanistan.
- Soroush Higano – Một người Afghanistan gốc Phi thuộc sắc tộc Pashtun (nhánh Barakzai), đến từ khu vực Qarqin trong tỉnh Jowzjan.
- Qari Hekmat – Từng là một thủ lĩnh cấp cao của tổ chức khủng bố Nhà nước Hồi giáo Iraq và Levant (ISIL) tại quận Darzab, Jowzjan. Được xem là một trong những nhân vật nguy hiểm gây ảnh hưởng đến tình hình an ninh khu vực trong giai đoạn hoạt động mạnh mẽ của IS tại miền Bắc Afghanistan.